# Верховский, Сергей Захарович
Сергей Захарович Верховский (1862—1936) — герой русско-японской войны, командир 99-го пехотного Ивангородского полка (1909—1915), генерал-майор.

## Биография
Из дворян Смоленской губернии. Сын генерал-майора.
Окончил 1-ю Санкт-Петербургскую военную гимназию (1881) и 2-е военное Константиновское училище (1883), откуда выпущен был подпоручиком в 99-й пехотный Ивангородский полк. Произведен в поручики 21 апреля 1888 года, в штабс-капитаны — 1 июня 1895 года, в капитаны — 22 октября 1900 года.
С началом русско-японской войны был переведен в 16-й Восточно-Сибирский стрелковый полк. Участвовал в обороне крепости Порт-Артур. Удостоен ордена Св. Георгия 4-й степени
За выдающиеся храбрость и мужество при отбитии, 25 июля 1904 года, неприятельских атак на Дагушань и последующей затем обороне сей позиции, против превосходных сил неприятеля, причем командуемая им рота потеряла более трех четвертей своего состава и сам он получил пять тяжелых ран.
23 ноября 1905 года переведен в 246-й Грязовецкий резервный батальон, а 6 января 1906 года произведен в подполковники «за отличие в делах против японцев». 9 марта 1906 года переведен в 99-й пехотный Ивангородский полк, а 26 ноября того же года произведен в полковники «за отличие по службе».
30 января 1909 года назначен командиром 99-го пехотного Ивангородского полка, с которым и вступил в Первую мировую войну. Произведен в генерал-майоры 31 декабря 1914 года «за отличия в делах против неприятеля». В январе 1915 года был тяжело контужен снарядом с отравляющим газом в боях у Воли Шидловской. С 1 апреля 1915 года назначен начальником 102-й бригады Государственного ополчения, одновременно был начальником обороны побережья Рижского залива. В августе 1915 года со своей бригадой участвовал в обороне Ковенской крепости. 19 октября 1916 года отчислен от должности с зачислением в резерв чинов при штабе Петроградского военного округа.
После Октябрьской революции находился в Риге, 22 мая 1919 года поступил добровольцем в отряд князя Ливена и был назначен командиром 2-го батальона. С прибытием Ливенского отряда в состав Северо-Западной армии был назначен главным начальником запасных частей армии. При расформировании армии 22 января 1920 года вернулся в Ригу. Принимал деятельное участие в правлении Общества взаимопомощи бывших русских военнослужащих, а также в Объединении ливенцев.
Скончался в Риге от разрыва сердца. Похоронен на Покровском кладбище. Был женат, детей не имел.

## Награды
- Орден Святого Станислава 3-й ст. (ВП 15.07.1901)
- Орден Святого Станислава 2-й ст. с мечами (ВП 11.09.1905)
- Орден Святой Анны 4-й ст. с надписью «за храбрость» (ВП 11.09.1905)
- Орден Святой Анны 3-й ст. с мечам и бантом (ВП 11.09.1905)
- Орден Святого Георгия 4-й ст. (ВП 28.09.1905)
- Орден Святой Анны 2-й ст. с мечами (ВП 23.10.1905)
- Орден Святого Владимира 4-й ст. с бантом (1906)
- Орден Святого Владимира 3-й ст. (ВП 16.02.1911)
- мечи к ордену Св. Владимира 3-й ст. (ВП 13.10.1914)
- Орден Святого Станислава 1-й ст. с мечами (ВП 10.10.1915)
- мечи к ордену Св. Владимира 4-й ст. с бантом (ВП 25.10.1915)